# Mount Pinos
Der Mount Pinos ist ein 2686 m (oder auch 2692 m) hoher Berg im Bundesstaat Kalifornien in den Vereinigten Staaten. Er liegt im Ventura County auf der Grenze zum Kern County im Los Padres National Forest und ist die höchste Erhebung im Ventura County.

## Geographie
Der Berg gehört zu den San Emigdio Mountains und damit zu den Transverse Ranges im Südwesten von Kalifornien. Er ist die höchste Erhebung in Südkalifornien westlich des Tejon Pass und je nach Quelle (und Definition der San Emigdio Mountains) die höchste Erhebung der San Emigdio Mountains. Der Gipfel ist über einen ehemaligen Fahrweg zu erreichen, etwa 150 Höhenmeter unterhalb des Gipfels gibt es einen asphaltierten Parkplatz, der mit dem Auto erreicht werden kann. Auf dem Gipfel selbst gibt es einen Funkturm und Aussichtspunkt, gelegentlich können Kalifornienkondor beobachtet werden.
Nördlich liegt in einem Tal der Ort Pine Mountain Club und dahinter der San Emigdio Mountain. Gipfel in der Umgebung sind auf demselben Gebirgskamm wie der Mount Pinos der Cerro Noroeste im Nordwesten sowie der Grouse Mountain und Sawmill Mountain im Westen. An seiner Südseite entspringt der Middle Fork Lockwood Creek und der Amargosa Creek, Quellbäche des Lockwood Creek. Die Dominanz beträgt 133,48 km, der Berg ist also die höchste Erhebung im Umkreis von 133,48 km. Er wird überragt von dem südöstlich in den San Gabriel Mountains liegenden Mount Hawkins. Der gesamte Berg ist bis auf die Gibfelregion mit lichtem Wald bedeckt.

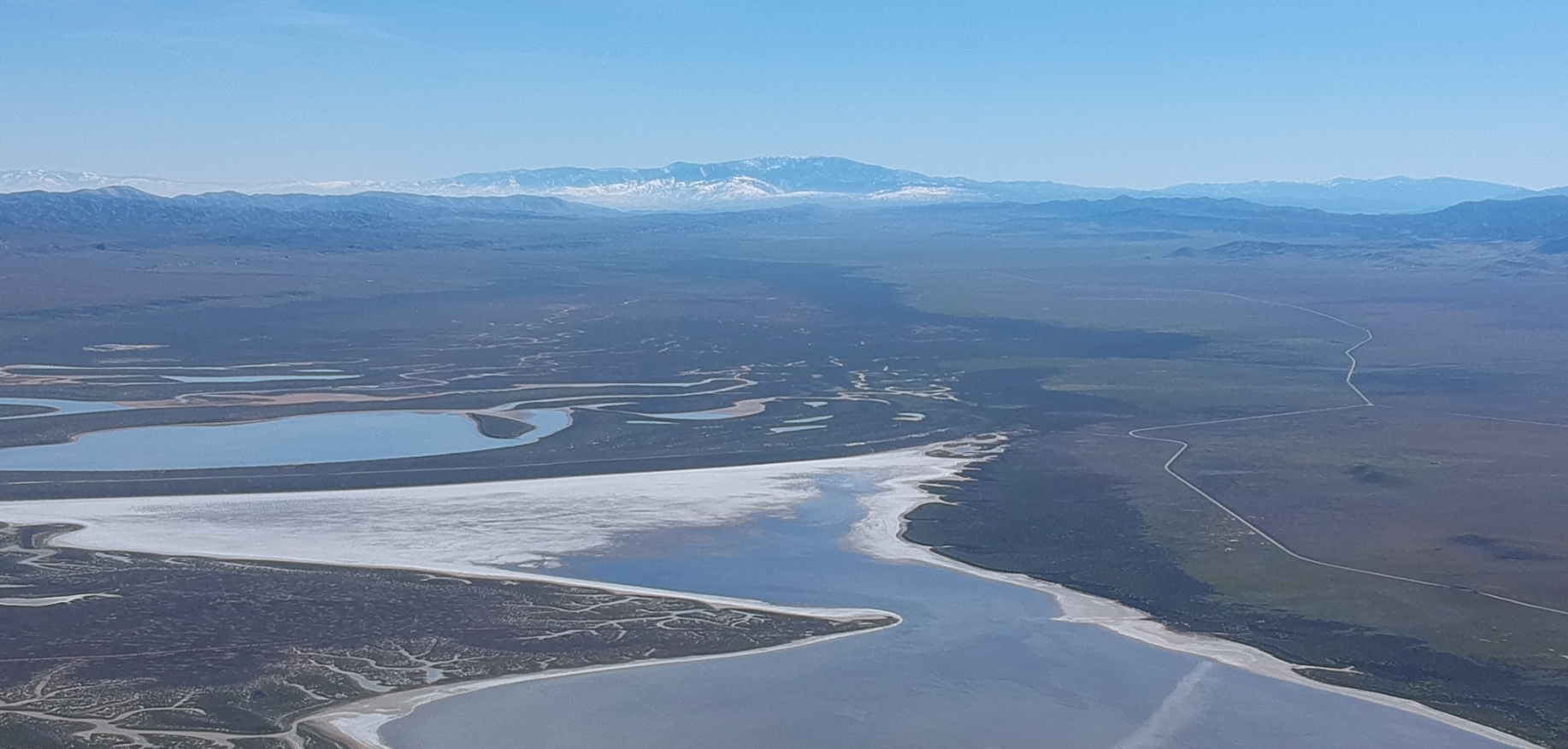
Mount Pinos im Hintergrund vom Carrizo Plain National Monument aus gesehen
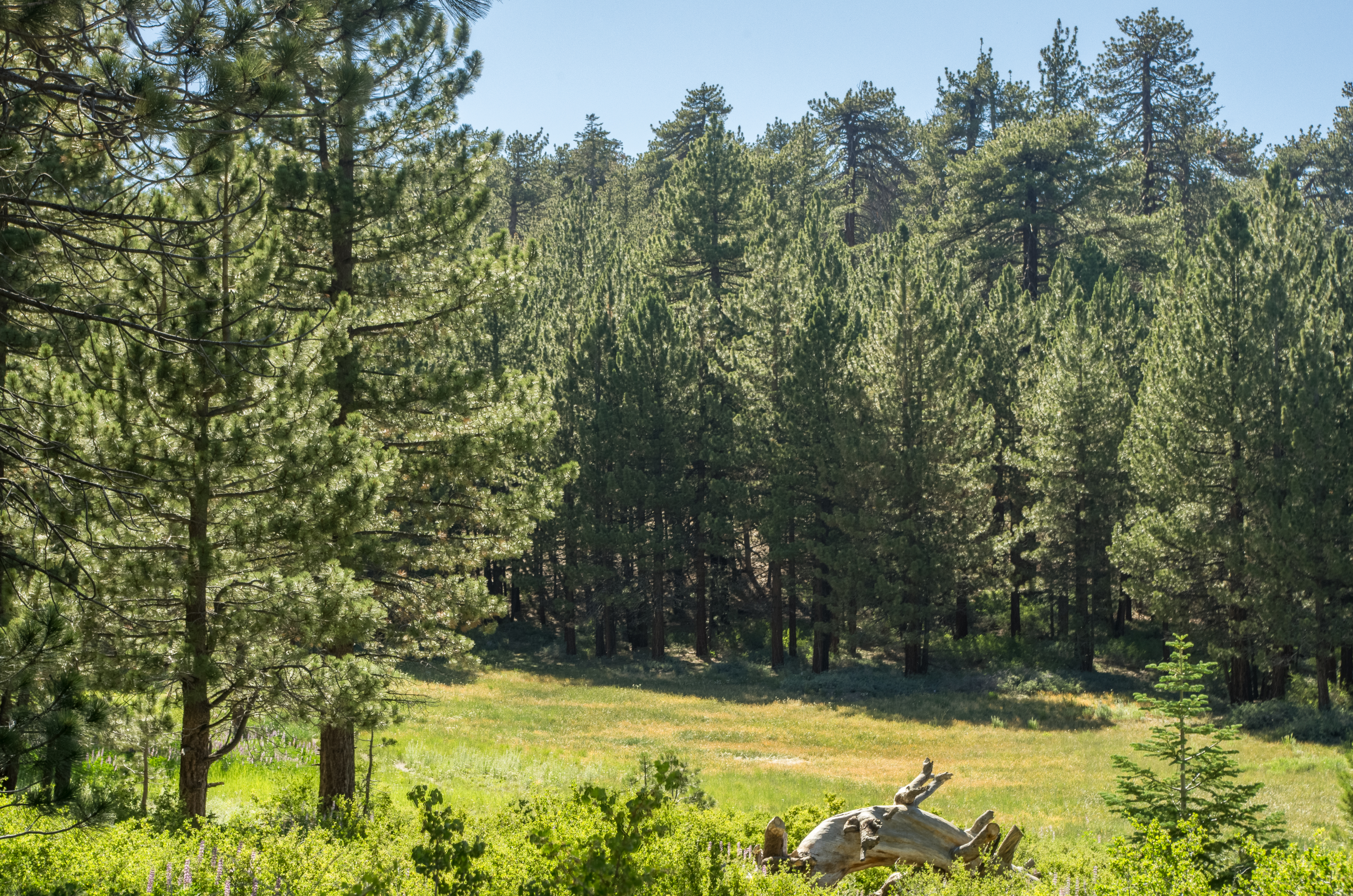
Jeffrey-Kiefern im Gipfelbereich
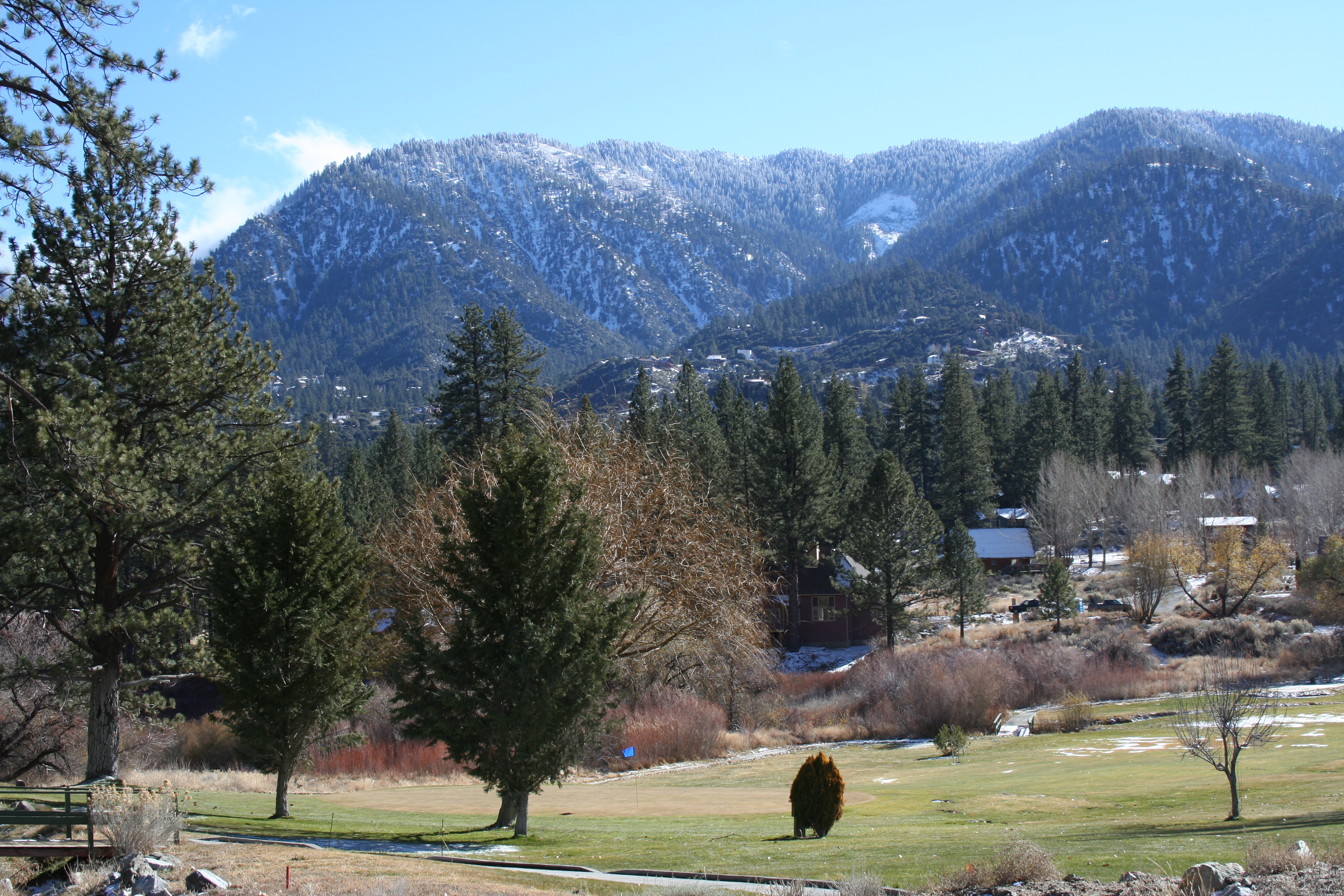
Mount Pinos (rechts oben) von Norden
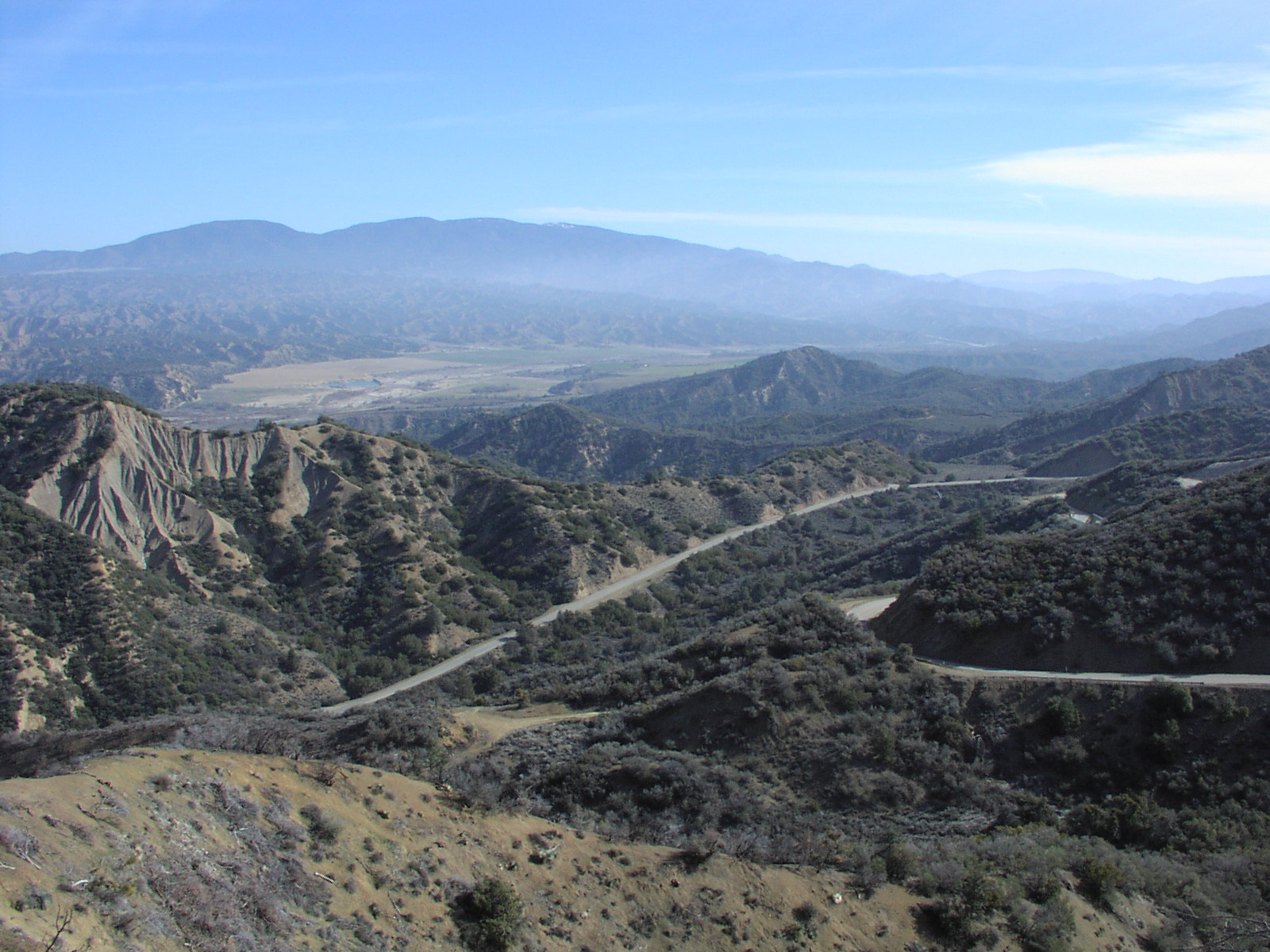
Mount Pinos von der State Route 33